# Serrat de Migdia
El Serrat de Migdia és una muntanya de 1.073 metres que es troba al municipi de Vilada, a la comarca catalana del Berguedà.
Aquest cim està inclòs al llistat dels 100 cims de la FEEC